# エリック・ヒルマン
ジョン・エリック・ヒルマン（John Eric Hillman, 1966年4月27日 - ）は、アメリカ合衆国インディアナ州出身の元プロ野球選手（投手）。
NPBでは1995年 - 1996年にパシフィック・リーグの千葉ロッテマリーンズで、1997年 - 1998年にセントラル・リーグの読売ジャイアンツ（巨人）でプレー。ロッテ時代は先発ローテーションを担い、2年連続で2桁勝利を挙げたが、巨人への移籍直後に肩を故障し、ほとんど登板しないまま帰国した。
公称身長208 cmは、2014年に身長216 cmのルーク・ファンミルが東北楽天ゴールデンイーグルスへ入団するまで、NPB球団への在籍経験がある選手としてはジェイソン・ターマン（2002年に横浜ベイスターズに在籍）と並んで最も高かった。

## 来歴・人物
1987年のMLBドラフト16巡目でニューヨーク・メッツに指名され契約。1992年5月18日にメジャー初昇格。

### ロッテ時代
1994年12月21日にNPBの千葉ロッテマリーンズに入団。1995年は、第一期バレンタイン政権下で1年目から12勝を挙げ、チームの2位躍進に貢献。1996年には14勝を挙げ、同僚の伊良部秀輝と最優秀防御率のタイトルを僅差で争い、好成績が評価されてベストナインに輝いた。
身長208 cmながらストレートはあまり速くなく、その長身から投げ下ろすカーブやスライダー、スクリューなどの変化球を武器に相手打者を次々と打ち取っていった。また、1996年の15死球が示すように相手打者の内角も思い切って突いていく投球スタイルであった。当時のヒルマン、伊良部、小宮山悟の先発3本柱は、揃って安定した成績を挙げていたという点で、球界屈指の先発陣であった。
1996年のオールスターゲームでは第2戦5回終了後にキップ・グロス（日本ハムファイターズ）とともにグラウンドキーパーの衣装で登場するなど茶目っ気があり、また1996年シーズン開幕直後の対オリックス・ブルーウェーブ戦では星野伸之との投手戦に0-1で敗れた後、ヒーローインタビューを受けていた星野の元に歩み寄ってお互いの健闘を讃え合うシーンも見られるなど、ロッテ時代のヒルマンはファンにも人気が高かった。
1996年、オリックスの優勝が決定した9月23日時点（チームは残り10試合）で、ヒルマンの防御率は2.28で1位であり、2位ヒデカズ（2.54）、3位伊良部（2.73）に大きく差を付けていた。しかし、同月28日にヒルマンが4回1/3を4自責点で防御率を2.405と悪化させると、ロッテ球団は、ヒルマンをこれ以上登板させず、メジャーリーグ移籍希望のあった同僚伊良部を引き留めるために、タイトルを取らせるべく残り6試合で3回先発をさせた（消化試合で日程に間隔があった）。結局、伊良部は22回を1自責点に抑え、防御率2.403と逆転でタイトルを獲得した。ヒルマンはこれに不満を抱き、オフに退団を決意する。

### 巨人時代
ロッテ退団後の1996年11月13日に金銭トレードで読売ジャイアンツ（巨人）へ移籍、年俸2億5000万円の2年契約を結んだ。セ・リーグ連覇、そして日本一奪回のキーマンとして期待をかけられる。しかし、移籍後すぐに左肩を故障し、1997年はわずか2試合の登板（6イニング）にとどまる。なお、この2試合の登板は本人のコンディションを考えず半ば強制的な登板に近いものだった。この年に肩の手術を行い、翌1998年の春季キャンプで数回だけ良いピッチングを披露するが、「肩に違和感がある」という理由で再度離脱。「ジャックナイフが刺さっている」「肩に小錦が乗っているようだ」などと弁明。「イワカン」という日本語を覚えて登板拒否を繰り返していたため「ミスター違和感」と呼ばれた。二軍（イースタン・リーグ）に降格してからは練習もそこそこに切り上げ、昼には帰宅していたことから「昼マン」と揶揄されていた。
結局、1998年は一度も登板せずシーズン途中の5月30日に解雇となった。当時球団オーナーの渡邉恒雄は「金をやるから出ていけ」と激怒したという。2シーズンに満たない在籍期間で、登板数2試合、投球回数6回で5億円を受け取りながら「俺をミッチェルやグリーンウェルと一緒にしないでくれ」とマスコミに反論し、巨人退団決定後には「巨人に復帰するのが夢だ」とコメント。最後は「肩が治ったら巨人の入団テストを受けに帰って来る」と言い残して日本を去った。1999年はどのチームにも所属せず、2000年にヒューストン・アストロズ傘下のAA級ラウンドロックで1試合に登板したが、同年限りで現役を引退している。
しかし巨人解雇後、アメリカで左肩の関節唇断裂が判明して手術するなど、違和感の根拠があったのは事実であった。結局、この肩の怪我が投手生命を終わらせることになった。ウォーレン・クロマティの著書『さらばサムライ野球』によると当時の巨人のチームドクターには誤診が目立っていたらしく、クロマティもチームドクターが「異常なし」と診断した後で別に医師に自費で診せたら誤診が発覚し、その誤診を球団に口止めされていたとのこと。

## 詳細情報

### 年度別投手成績
| 年 度    | 球 団    | 登 板 | 先 発 | 完 投 | 完 封 | 無 四 球 | 勝 利 | 敗 戦 | セ 丨 ブ | ホ 丨 ル ド | 勝 率 | 打 者 | 投 球 回 | 被 安 打 | 被 本 塁 打 | 与 四 球 | 敬 遠 | 与 死 球 | 奪 三 振 | 暴 投 | ボ 丨 ク | 失 点 | 自 責 点 | 防 御 率 | W H I P |
| -------- | -------- | ----- | ----- | ----- | ----- | -------- | ----- | ----- | -------- | ----------- | ----- | ----- | -------- | -------- | ----------- | -------- | ----- | -------- | -------- | ----- | -------- | ----- | -------- | -------- | ------- |
| 1992     | NYM      | 11    | 8     | 0     | 0     | 0        | 2     | 2     | 0        | --          | .500  | 227   | 52.1     | 67       | 9           | 10       | 2     | 2        | 16       | 1     | 0        | 31    | 31       | 5.33     | 1.47    |
| 1993     | NYM      | 27    | 22    | 3     | 1     | 1        | 2     | 9     | 0        | --          | .182  | 627   | 145.0    | 173      | 12          | 24       | 2     | 4        | 60       | 0     | 1        | 83    | 64       | 3.97     | 1.36    |
| 1994     | NYM      | 11    | 6     | 0     | 0     | 0        | 0     | 3     | 0        | --          | .000  | 156   | 34.2     | 45       | 9           | 11       | 3     | 2        | 20       | 1     | 1        | 30    | 30       | 7.79     | 1.62    |
| 1995     | ロッテ   | 28    | 28    | 7     | 2     | 0        | 12    | 9     | 0        | --          | .571  | 801   | 197.1    | 186      | 8           | 49       | 1     | 8        | 121      | 3     | 0        | 66    | 63       | 2.87     | 1.19    |
| 1996     | ロッテ   | 29    | 29    | 11    | 3     | 1        | 14    | 9     | 0        | --          | .609  | 861   | 213.1    | 179      | 12          | 46       | 1     | 15       | 119      | 3     | 0        | 66    | 57       | 2.40     | 1.05    |
| 1997     | 巨人     | 2     | 2     | 0     | 0     | 0        | 0     | 1     | 0        | --          | .000  | 28    | 6.0      | 8        | 1           | 2        | 0     | 1        | 3        | 0     | 0        | 2     | 2        | 3.00     | 1.67    |
| MLB：3年 | MLB：3年 | 49    | 36    | 3     | 1     | 1        | 4     | 14    | 0        | --          | .286  | 1010  | 232.0    | 285      | 30          | 45       | 7     | 8        | 96       | 2     | 2        | 144   | 125      | 4.85     | 1.42    |
| NPB：3年 | NPB：3年 | 59    | 59    | 18    | 5     | 1        | 26    | 19    | 0        | --          | .578  | 1690  | 416.2    | 373      | 21          | 97       | 2     | 24       | 243      | 6     | 0        | 134   | 122      | 2.64     | 1.13    |

- 各年度の太字はリーグ最高

### 表彰
NPB
- ベストナイン：1回 （1996年）
- IBMプレイヤー・オブ・ザ・イヤー賞：1回 （1996年）

### 記録
NPB
- オールスターゲーム出場：1回 （1996年）
- 初登板：1995年4月4日、対福岡ダイエーホークス戦（千葉マリンスタジアム）

### 背番号
- 53 （1992年 - 1994年）
- 42 （1995年 - 1998年）